# کلاس مختلط
کلاس مختلط (ایتالیایی: Classe mista) یک کمدی سکسی سبک ایتالیایی به کارگردانی ماریانو لائورنتی است که در سال ۱۹۷۶ منتشر شد.

## بازیگران
- فمی بنوسی
- آلفردو پئا
- داگمار لاساندار
- ماریو کاروتنوتو
- جانفرانکو دانجلو
- آلوارو ویتالی
- پاتریتسیا وبلی
- میکله گامینو
- آنا ملیتا